# Universidad de Mendoza

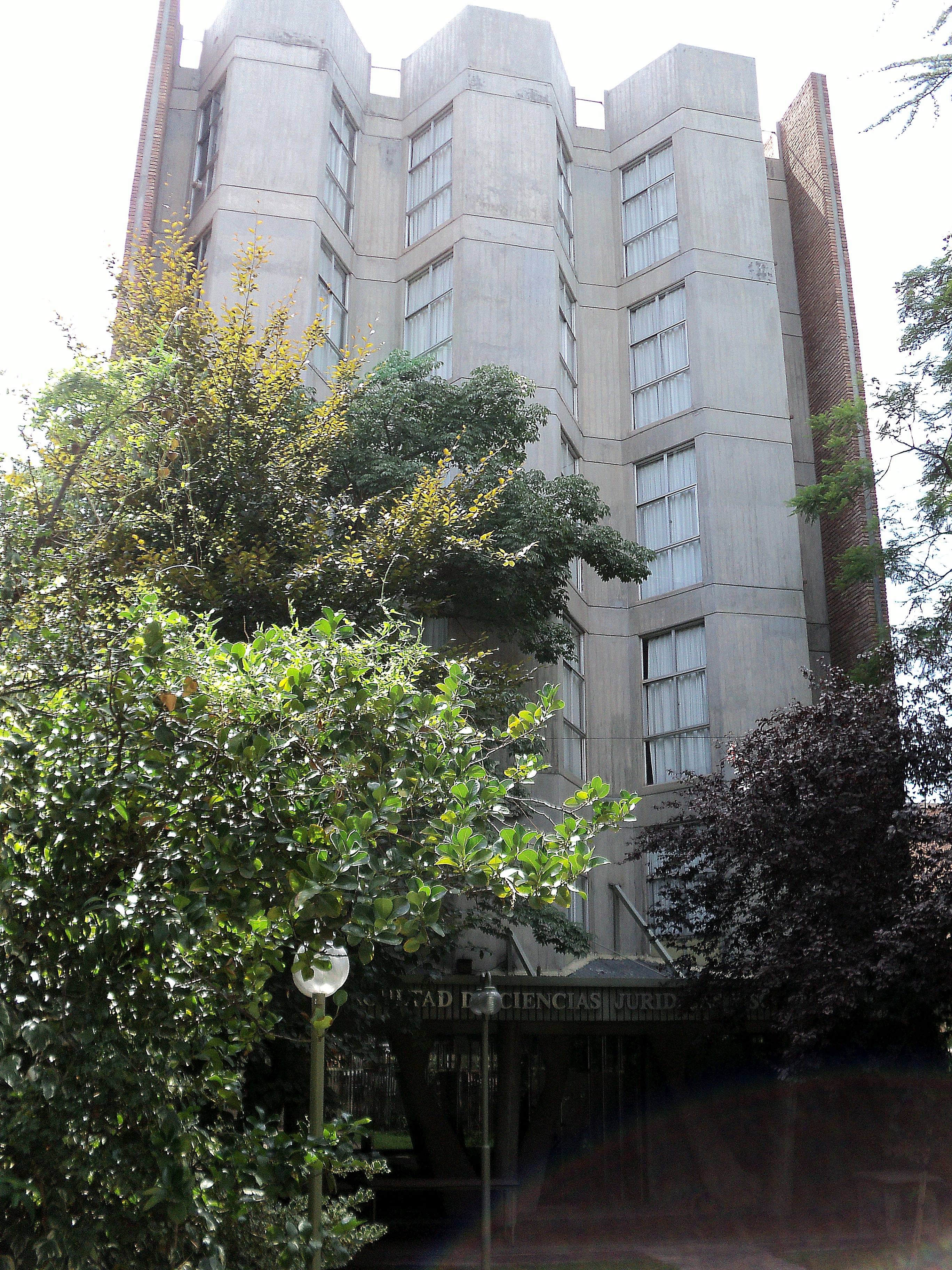
Fakultät für Rechtswissenschaften der Universität von Mendoza

Die Universidad de Mendoza (UM) (dt. Universität von Mendoza) in Mendoza ist eine Privatuniversitäten in Argentinien und die älteste in der Region Cuyo.
Es gibt folgende Fakultäten: Architektur, Design und Städtebau, Ingenieurwissenschaften, Medizin und Zahnmedizin, Psychology, Rechts- und Sozialwissenschaften, Wirtschaftswissenschaften. Es gibt eine Niederlassung in San Rafael.